# Nova vas ob Sotli
Nova vas ob Sotli je naselje u Općini Brežice u istočnoj Sloveniji. Nova vas ob Sotli se nalazi u pokrajini Dolenjskoj i statističkoj regiji Donjoposavskoj. 

## Stanovništvo
Prema popisu stanovništva iz 2002. godine Nova vas ob Sotli je imala 60 stanovnika.

### Etnički sastav
1991. godina:
- Slovenci: 62 (95,4%)
- Hrvati: 3 (4,6%)

## Vanjske poveznice
- Satelitska snimka naselja  Arhivirana inačica izvorne stranice od 29. srpnja 2017. (Wayback Machine)